# Steve Swallow
Steve Swallow es un bajista y contrabajista de jazz estadounidense. 

## Biografía
Nacido en Nueva York en 1940, Swallow pasó su infancia en Fair Lawn, Nueva Jersey. Inició sus estudios de piano y trompeta, pero con 14 años descubre el jazz y adopta el contrabajo. Ingresa en la Yale University para estudiar composición con Donald Martino y comienza su carrera profesional de la mano de músicos como Pee Wee Russell, Buck Clayton o Vic Dickenson.
En 1960 conoce a Paul Bley y pasa a formar parte del grupo del pianista. Durante esos años trabaja con Gary Burton, Jimmy Giuffre, Stan Getz o The Art Farmer Quartet, donde coincide con Jim Hall e inicia su carrera como compositor. En 1970 abandona el contrabajo para siempre, adoptando en su lugar el bajo eléctrico. Se instala en California, donde permanece hasta 1973 ampliando su faceta de compositor por encargo del pianista Art Lande.
En 1978 comienza a trabajar con Carla Bley, con la que establece una relación sentimental y con quien continúa colaborando hasta la actualidad. Durante el resto de la década y hasta el presente, Steve Swallow desarrolla una incesante actividad como músico de sesión y como compositor.
Actualmente vive con Carla Bley en Nueva York

## Trayectoria profesional
Steve Swallow ha colaborado, entre otros, con Paul Bley, The Jimmy Giuffre Trio, George Russell’s sextet, Joao Gilberto, Sheila Jordan, Benny Goodman, Marian McPartland, Chico Hamilton, Al Cohn, Zoot Sims, Clark Terry, Bob Brookmeyer, Chick Corea, Dizzy Gillespie, Michael Brecker, George Benson, Herbie Hancock, Stan Getz, Bob Moses, Steve Lacy, Michael Mantler, Kip Hanrahan, Hal Willner, Carla Bley, Dr. John, James Taylor, John Scofield, Joe Lovano, Motohiko Hino, Ernie Watts, Michael Gibbs, Rabih Abou-Khalil, Herni Texier, Michel Portal o Allen Ginsberg. Además, entre los artistas que han grabado sus composiciones podemos citar a Bill Evans, Chick Corea, Stan Getz, Gary Burton, Art Farmer, Phil Woods, Jack DeJohnette, Steve Kuhn o Lyle Mays.

## Estilo y valoración
Uno de los bajistas eléctricos preferidos de numerosos críticos, Swallow fue uno de los primeros contrabajistas en pasarse por completo al bajo eléctrico, un instrumento en el que tiende a enfatizar el registro agudo, como sí fuese una guitarra. y que ejecuta con púa
La discografía a su nombre, no muy extensa, goza de una calidad reconocida por la crítica como fuera de lo común, lo que ha permitido situarse a Swallow como uno de los músicos que más han influido en el desarrollo de la música de fusión.

## Discografía como líder o colíder
- 1979, Home - ECM Records
- 1987, Carla - ECM Records
- 1991, Swallow - Sub Pop Records
- 1992, Blue Camel - Enja Rec. (con Rabih Abu-Khalil)
- 1993, Real Book -	ECM Records
- 1994, The Sultan's Picnic - Enja Rec. (con Rabih Abu-Khalil)
- 1995,	Parlance	 	Instant Present
- 1996, Deconstructed		ECM Records
- 2000, Always Pack Your Uniform on Top [live]		ECM Records
- 2003, Trio	 	Stunt
- 2003, Damaged in Transit [live]		XtraWATT/ECM
- 2004, L' Histoire Du Clochard: The Bum's Tale		Palmetto
- 2006, So There - 	Watt